# Angelo Faticoni
Angelo Faticoni (29 de febrero de 1860 - 2 de agosto de 1931) fue un artista profesional y contorsionista famoso por su inusual flotabilidad. Fue conocido como el 'corcho humano'. 
Faticoni era un italiano-americano quién descubrió durante su niñez temprana que era capaz de flotar por periodos largos de tiempo, a pesar de que no utilizó sus capacidades profesionalmente hasta su vida más tardía. Las hazañas profesionales de Faticoni incluyen ser cosido a un saco y arrojado a un río unido a una bala de cañón de 20 libras. Un periodista en ese momento informó que Faticoni pronto sacó la cabeza del saco y "permaneció inmóvil en esa posición durante horas".
En otra ocasión, el artista nadó a través del Hudson River atado a una silla que estaba cargada con plomo. Los doctores en Universidad de Harvard probaron las habilidades de Faticoni observándolo en un charco de agua con un peso de 20 libras de plomo atado a él. Faticoni se mantuvo a flote durante 15 horas. Los médicos concluyeron que las habilidades de Faticoni se debían a órganos internos anormales.
Aunque los científicos contemporáneos no pudieron encontrar el ilusionismo en el trabajo de Faticoni, los medios frecuentemente sugirieron que sus habilidades inusuales se debían a fuerzas de otros mundos. Los psíquicos populares de la época sugirieron que los espíritus lo ayudaron a mantenerse a flote. Aunque el 'Corcho Humano' prometió revelar el secreto de su flotabilidad, murió antes de que pudiera hacerlo,  falleciendo el 2 de agosto de 1931 en el Hospital St. Vincent mientras visitaba a sus familiares en Jacksonville, Florida. El obituario de Faticoni en The New York Times llevaba el titular; "Corcho humano muere, secreto no contado".